# Изток - Запад
Вижте пояснителната страница за други значения на Изток – Запад.
„Изток – Запад“ (на френски: Est – Ouest; на руски: Восток-Запад) е романтичен исторически филм от 1999 година на режисьора Режис Верние, международна копродукция на Франция, Русия, Украйна, България и Испания. Сценарият на Верние в съавторство с Рустам Ибрахимбеков и Сергей Бодров е по мотиви на автобиографичната книга на Нина Кривошеина „Четири трети от нашия живот“.
В центъра на сюжета е семейството на руски емигрант и французойка, които се връщат в Съветския съюз в края на 40-те години, сблъскват се с реалността на комунистическия режим и правят опити да се измъкнат оттам. Главните роли се изпълняват от Сандрин Бонер, Олег Меншиков, Сергей Бодров.

## Преглед
Внимание:  Текстът по-долу разкрива сюжета на произведението (или части от него)!
През юни 1946 г. руски емигрант (Олег Меншиков) и френската му съпруга (Сандрин Бонер) се връщат в СССР след краха на нацизма, подведени от Сталиновата пропаганда. Изваждат късмет – вместо в лагерите, ги заселват в комуналка и се опитват да ги приобщят към новото общество, само за да бъдат прекарани през няколко кръга на ада повече. След години французойката и детето успяват да избягат на Запад, благодарение на саможертвата на бащата и помощта на френска театрална звезда.
Една невероятна история за любовта, омразата и вечния стремеж на човек към по-добро са само малка част от цялостната съвкупност от компоненти, които са залегнали в основата на този филм.

## Интересни факти
- Двамата главни руски герои (Олег Меншиков и Сергей Бодров) не говорят френски. Те заучават всички реплики по звучене.

## В ролите

### В главните роли
- Сандрин Бонер – Мари Головина
- Олег Меншиков – Алексей Головин, доктор, руски емигрант
- Катрин Деньов – Габриел Девеле, актриса
- Сергей Бодров-мл. – Саша Васильев
- Татьяна Догилева – Олга

### В ролите
- Богдан Ступка – Бойко, полковник Борис Бистров
- Рубен Тапиеро – Серьожа (7-годишен)
- Еруан Байно – Серьожа (14-годишен)
- Григорий Мануков – Пирогов
- Меглена Караламбова – Нина Фьодоровна
- Атанас Атанасов – Виктор, треньор
- Таня Масалитинова – Анастасия Александровна
- Валентин Ганев – Володя Петров
- Николай Бинев – Сергей Василиевич Козлов
- Рене Фере – посланикът на Франция
- Даниел Мартин – турски капитан
- Юбер Сен Макари – съветник на посолството
- Жорис Казанова – Фабиани
- Жоел Шапрон – преводач в театъра
- Франсоа Карон – полицай в Париж
- Мария Верди – жената, даваща костюмите в театъра
- Иван Савов – средният Петров
- Александр Столярчук – най-малкия Петров
- Таня Люцканова – жената на инвалида
- Юрий Яковлев – старецът в комуналната квартира
- Малин Кръстев – пияница
- Иван Петров – инвалид
- Децата в комуналната квартира:
  - Стефан Младенов
  - Евгения Ангелова
  - Марк Маринов
- Вяра Табакова – жената на пияницата
- Димитър Николов – шофьор на камион
- Алексей Вертинский – 1-ви полицай
- Пьотър Панчук – бащата на Георгий
- Калин Яворов – Леонид Сергеевич Козлов, син на Сергей Козлов
- Михаил Ганев – Димитри
- Банко Банков – следовател
- Робин Кафалиев – 1-ви офицер
- Пламен Манасиев – 2-ри офицер
- Максим Генчев – кметът на Киев
- Красимир Ранков – Андров
- Емил Марков – кавказец
- Неонила Белецкая – Ирина
- Игор Караленко – закъснелият танцьор
- Олег Лисогор – Анатолий
- Тамара Александрова – селекционерка
- Йордан Господинов – шофьор на такси в София
- Валентин Танев – български милиционер
- Александър Стоянов – офицер от КГБ
- Цветана Мирчева – работничка в завода

## Награди
Филмът има една номинция за Оскар. Други 3 награди и 6 номинации.
- 2000 – Номиниран за Оскар за Най-добър чуждоезичен филм